# Dolichopeza haightensis
Dolichopeza haightensis är en tvåvingeart som beskrevs av Alexander 1931. Dolichopeza haightensis ingår i släktet Dolichopeza och familjen storharkrankar. Inga underarter finns listade i Catalogue of Life.